# Flip van Lidth de Jeude
Jhr. dr. Cornelis Philip ("Flip") van Lidth de Jeude (Zeist, 13 juni 1949) is een Nederlands hockeyer.

## Familie
Van Lidth maakt deel uit van de deels adellijke familie Van Lidth de Jeude en is het jongste, zesde kind en de jongste zoon van huisarts jhr. dr. Albert Hendrik van Lidth de Jeude (1914-1970) en Frederika Johanna Maria Dubois (1913-2002). Hij is een broer van burgemeester jhr. drs. James van Lidth de Jeude. Hij trouwde in 1981 en heeft drie kinderen.

## Sportloopbaan
Tussen 1972 en 1976 speelde Van Lidth de Jeude 18 interlands voor de Nederlandse hockeyploeg. In 1972 speelde hij voor Nederland op de Olympische Spelen in München. Nederland eindigde op de vierde plaats, maar hij maakte de slotfase van het toernooi niet mee. Nadat de Spelen het toneel werden van een gijzelingsdrama verliet hij, samen met Paul Litjens, München voortijdig. 
In 1973 werd het wereldkampioenschap in Amstelveen gespeeld. In de finale werd India met strafballen verslagen.
In clubverband speelde Van Lidth de Jeude voor Schaerweijde.

## Loopbaan
Van Lidth is huisarts en promoveerde in 1991 tot doctor in de geneeskunde.
André Bolhuis · 
Jan Willem Buij · 
Marinus Dijkerman · 
Thijs Kaanders · 
Coen Kranenberg · 
Ties Kruize · 
Wouter Leefers · 
Flip van Lidth de Jeude · 
Paul Litjens · 
Irving van Nes · 
Maarten Sikking · 
Frans Spits · 
Nico Spits · 
Bart Taminiau · 
Kik Thole · 
Piet Weemers · 
Jeroen Zweerts ·
Coach: Ab van Grimbergen